# James Dutton (3e baron Sherborne)
Pour les articles homonymes, voir Dutton.
James Henry Legge Dutton, 3e baron Sherborne (30 mai 1804 - 8 mars 1883), est un pair britannique. 

## Biographie
Il est le fils de John Dutton (2e baron Sherborne), de Sherborne, Gloucestershire, et de son épouse, Mary Bilson Legge (1780–1864), fille de Henry Legge, 2e baron Stawell et de Mary Curzon. 
Lord Sherborne est grand maître provincial des francs-maçons du Gloucestershire (1855-1880). Son lieu de vie préféré est Bibury Manor, qui est maintenant un hôtel, Bibury Court Hotel. Il est un éleveur passionné de chevaux de course et un membre actif du Bibury Club, le plus ancien club de course au monde, qui est créé en 1681 et tient des réunions de course sur Macaroni Downs au-dessus du petit village de Bibury jusqu'au début du XXe siècle. Il est décédé le 8 mars 1883 à l'âge de 78 ans. Son fils, Edward, lui succède comme baron. 

## Famille
Lord Sherborne épouse Lady Elizabeth Howard (1803-1845), fille de Thomas Howard (16e comte de Suffolk) et de Elizabeth Jane Dutton, le 22 juin 1826. Ils ont onze enfants: 
- Henry James Legge Dutton (décédé en 1830).
- Elizabeth Esther Dutton (1827-1829).
- John William Dutton (1828-1858).
- Edward Dutton (4e baron Sherborne) (1831-1919), épouse Emily Teresa de Stern (1846-1905).
- Julia Henrietta Dutton (1832-1890).
- Emily Isabella Constance Dutton (1834-1890), mariée à Edwin Corbett (1819-1888), ministre de HBM, Stockholm, Suède [5]
- Mary Laura Dutton (1836-1859).
- James Robert Dutton (1838–1857).
- Frederick Dutton (5e baron Sherborne) (1840-1920).
- Charles Dutton (1842-1909), marié à May Arbuthnot Taylor (1849-1943). Père de James Dutton (6e baron Sherborne).
- Henry Thomas Dutton (1844-1857).

En secondes noces, Lord Sherborne épouse Susan Block (1829-1907), fille de James Block. 